# Deomyinae
Sous-famille
Deomyinae, ou Déomyinés en français, est une sous-famille de rongeurs exclusivement africains qui comprend quatre genres.

Elle a été créée en 1888 pour disparaître rapidement, puis réhabilitée à la fin des années 1990, pour regrouper des genres peu différenciables morphologiquement des autres Muridés, mais ayant une forte parenté génétique qui les distingue des autres genres.

## Histoire de la sous-famille
Le terme a tout d'abord été créé en 1888 par Michael Rogers Oldfield Thomas afin d'isoler Deomys ferrugineus, ayant des caractéristiques morphologiques particulières. Par la suite, la sous-famille fut supprimée dans la mesure où Deomys fut rattaché aux Dendromurinés.

En 1985, La particularité génétique d'Acomys fut suggérée par des études immunologiques, et les genres Uranomys, Lophuromys et Acomys ont rapidement été considérés comme proches entre eux, et éloignés des autres Murinés. On parlait alors d'Acomyinae. En effet, Deomys n'avait alors pas fait l'objet d'études comparable, dans la mesure où son plan dentaire est clairement différent du plan murin, et il était toujours classé parmi les Dendromurinae.

Enfin, des études de phylogénie moléculaire plus complètes prenant en compte un plus grand nombre d'espèces, ont permis de montrer que Deomys appartenait également à cette famille. En vertu du principe de priorité, le nom original de Deomyinae a été rétabli.

## Statut actuel de la sous-famille
Actuellement,  cette famille est donnée monophylétique et distincte des Murinés par toutes les phylogénies moléculaires récentes,. Elle est reconnue par MSW et plus récemment par ITIS.

## Implications évolutives
Les Murinés tels que définis par ITIS étant très certainement polyphylétiques, il se pose la question de l'origine évolutive - convergence, parallélisme ou homologie - des caractères morphologiquement semblables que l'on trouve chez certains Deomyinés et chez les Murinés, en particulier le plan dentaire murin. En effet, hormis Deomys, les Deomyinae ont un plan murin. Or leur groupe frère est, selon les phylogénies, la sous-famille des Lophiomyinae ou des Gerbillinae, qui ont un plan dentaire très différent. Cette question est actuellement débattue.

## Liste des genres
Selon MSW et ITIS :
- genre Acomys I. Geoffroy, 1838
- genre Deomys Thomas, 1888
- genre Lophuromys Peters, 1874
- genre Uranomys Dollman, 1909